# Gymnázium Uherské Hradiště
Gymnázium Uherské Hradiště je osmileté a čtyřleté gymnázium sídlící v Uherském Hradišti. Studijními výsledky svých žáků a zájmem uchazečů se řadí mezi nejlepší a nejžádanější střední školy ve Zlínském kraji. Bylo založeno v roce 1884, v současnosti na něm studuje ve 32 třídách více než 930 žáků, učitelský sbor tvoří 78 učitelů. Každý ročník osmiletého studia má dvě třídy a každý ročník čtyřletého studia má čtyři třídy. Ředitelem školy je Mgr. Richard Horký.

## Historie

### 19. století
Gymnázium Uherské Hradiště bylo založeno na základě rozhodnutí z 19. května 1884, kdy ministerstvo vyhovělo žádosti úřadu ministerstva školství a povolilo postupné zřízení českého gymnázia, jako vůbec první české střední školy na Slovácku. Výsledek byl potvrzen smlouvou o tom, že úřad ministerstva školství zřídí v Uherském Hradišti gymnázium a bude zajišťovat veškeré potřeby k vyučování. Vyučování bylo zahájeno 16. září 1884.

### 20. století
Za druhé světové války bylo gymnázium roku 1942 zrušeno nacisty a svou činnost obnovilo až po jejím konci.
V roce 1982 byla vedle historické budovy přistavěna nová, čtyřpodlažní budova gymnázia.
V červenci 1997 budovy školy poškodila a vyučování v následujícím školním roce znesnadnila povodeň, během níž areál gymnázia zaplavila s ním bezprostředně sousedící řeka Morava.

### 21. století
V období ředitelského působení Zdeňka Botka (1996–2022) došlo k významnému rozšíření areálu školy: Nová tělocvična gymnázia získala ocenění Dům roku 1999, posléze došlo k adaptaci sousedícího objektu ÚLUV na nový pavilon učeben a v roce 2014 byla uvedena do provozu nová jídelna s vlastní kuchyní.
V prvním roce konání státní maturitní zkoušky, v roce 2011, dosáhli studenti uherskohradišťského gymnázia nejlepšího výsledku z patnácti gymnázií v kraji a celostátně se umístili na devatenáctém místě.
Dne 31. května 2012 došlo ve škole k tragické události, když skokem ze třetího patra hlavní budovy spáchal sebevraždu devatenáctiletý student vietnamské národnosti poté, co neuspěl v maturitní zkoušce z českého jazyka.
V roce 2022 se dva vyučující hradišťského gymnázia – končící ředitel Zdeněk Botek a vyučující dějepisu a češtiny Miroslava Poláková – zařadili mezi 28 oceněných medailí MŠMT 1. stupně.

## Školní budova
Gymnázium je tvořeno komplexem několika budov, jehož nejstarší a nejvýznamnější částí je tzv. „historická budova“. Byla postavena roku 1885 – v dalších letech pak ještě rozšířena – stavitelem Josefem Schaniakem, s pohledovým průčelím orientovaným k tehdejšímu krajskému městu. Sousedila pouze s nedalekým františkánským klášterem, v jehož budovách dnes sídlí Státní okresní archiv Uherské Hradiště, a s městskou synagogou, v níž dnes sídlí Knihovna Bedřicha Beneše Buchlovana.
Architektonický výraz budovy prozrazuje tvůrčí inspiraci v Zítkově budově Národního divadla, což je uváděno jako přání tehdejšího profesorského sboru či též zřizovatele, kterým bylo krajské město Uherské Hradiště. Pravděpodobnější verzí je také přetrvávající vlastenecký národní étos panující v tehdejší zřizovací komisi. Ostatně v květnu roku 1868 byl převezen do Prahy jako jeden ze základních kamenů Národního divadla také kámen z nedalekého hradu Buchlova.
Budova je postavena v novorenesančním slohu, který se používal ke stavbě škol a vzdělávacích institucí a odkazoval k tehdejšímu antickému či řeckému antropocentrickému výkladu světa – proto pestré sgrafito na fasádě, bosáž a nechybí ani panteon medailónů slavných vědců a pedagogů. Tím je ozdobeno kladí-frieze stavby. Jsou na něm v reliéfu vyobrazeny osobnosti jako Jan Amos Komenský či Jan Evangelista Purkyně.

## Osobnosti školy

### Studenti a absolventi
- Vilém Grögler (1839–1897), malíř
- František Přikryl (1857–1939), římskokatolický kněz, vlastenec a národní buditel (skládal zde doplňovací maturitu z latiny a řečtiny)
- Josef Hofer (1871–1947), kněz, učitel a spisovatel
- Karel L. Jelínek (1871–1934), soudce a spisovatel
- Cyril Mandel (1873–1907), malíř
- Antonín Breitenbacher (1874–1937), římskokatolický kněz, odborný historik, archivář a knihovník
- Jan Černý (1874–1959), předseda československé úřednické vlády a ministr vnitra
- Antonín Zelnitius (1876–1957), učitel, muzejník, archeolog
- Josef Folprecht (1879–1950), literární historik, překladatel, dialektolog
- Jan Húsek (1884–1973), etnograf a dialektolog
- Bedřich Beneš Buchlovan (1885–1953), spisovatel, překladatel z němčiny a polštiny, učitel a knihovník
- Jaromír Sedláček (1885–1945), právník, profesor
- Emil Žejglic (1885–1958), legionář, pedagog a regionální politik
- Arnošt Hrabal (1886–1969), malíř, kněz
- Antonín Gala (1891–1977), oftalmolog
- Ruda Kubíček (1891–1983), akademický malíř, pracovník muzea, ředitel uměleckoprůmyslové školy a esperantista
- Jaroslav Krejčí (1892–1956), právník, politik, předseda československého ústavního soudu a předseda protektorátní vlády.
- Vladimír Lederer (1893–1965), lékař, stomatolog, po první světové válce jmenován generálem
- Oldřich Zemek (1893–1967), úředník, spisovatel, legionář
- Cyril Gála (1895–1970), gynekolog a porodník
- Rostislav Bartocha (1896–1978), vlastivědný pracovník, syn ředitele gymnázia Josefa Bartochy
- Jaroslav Zaorálek (1896–1947), překladatel z francouzštiny, němčiny a dalších jazyků
- Zdeněk Chalabala (1899–1962), klavírista, houslista, hudební publicista, hudební pedagog a operní dirigent
- Otakar Borůvka (1899–1995), matematik (poslední ročník studoval v Hranicích, ale dodatečně maturoval v Uherském Hradišti)
- Zdena Ančík (1900–1972), novinář, spisovatel a básník
- Antonín Šuránek (1902–1982), římskokatolický kněz a spirituál olomouckého kněžského semináře
- František Kožík (1909–1997), spisovatel a esperantista (studoval reálné gymnázium v letech 1919-1925, maturoval ovšem v Brně)
- Augustin Čáp (1908–2006), basketbalista, člen Sokola, účastník protifašistického odboje
- Jaroslav Melichárek (* 1910), malíř, básník
- Antonín Pachl (1910–1944), sokol, skaut, sportovec, hudebník, umučený nacisty[10]
- Vilém Hrubý (1912–1985), archeolog
- Ida Vaculková (1920–2003), malířka, sochařka a výtvarnice, manželka malíře Vladislava Vaculky
- Otakar Horký (* 1920), hudebník, básník
- Jiří Štokman (1920–1981), voják, příslušník výsadku Clay
- Dana Zátopková (1922–2020), oštěpařka
- Václav Chad (1923–1945), malíř a účastník protinacistického odboje
- Dušan Hamšík (1930–1985), prozaik a publicista, studoval reálné gymnázium; maturoval v Brně v roce 1949
- Vladislav Klein (* asi 1931), výzkumník v letectví
- František Vojtásek (* asi 1931), zpravodajský důstojník
- Jaroslav Čech (* 1932), folklorní hudebník, národopisec, cimbalista
- Jiří Klobouk (* 1933), spisovatel (maturoval ve Zlíně)
- Antonín Přidal (1935–2017), překladatel, spisovatel a publicista, nositel Státní ceny za překladatelské dílo
- Miloslav Petrusek (1936–2012), sociolog
- Alois Helia (* 1937), entomolog
- Ilja Ulrich (* asi 1937), diplomat
- Josef Abrhám (1939–2022), herec
- Zdeněk Junák (* 1951), herec, dabér a rozhlasový moderátor
- Petr Karlík (* 1951), bohemista
- Mojmír Maděrič (* 1955), herec
- Josef Vaculík (* 1957), poslanec Evropského parlamentu
- Hana Doupovcová (* 1959), politička, senátorka PČR
- Luděk Galuška (* 1960), archeolog, byzantolog a publicista
- Vladimír Koníček (* 1964), politik, poslanec
- Petr Nečas (* 1964), politik, předseda ODS, ministr a předseda vlády
- Zuzana Lapčíková (* 1968), cimbalistka, skladatelka
- Jiří Friml (* 1973), biolog, vítěz EMBO Gold Medal 2012
- Pavel Černuška (* 1974), jáhen a klasický filolog
- Kristýna Zelienková (* 1974), politička a podnikatelka
- Štěpán Hulík (* 1984), filmový historik a scenárista
- Leoš Novotný (* 1985), majitel dopravce Leo Express
- Marek Blahuš (* 1986), informatik a esperantista
- Eva Čerešňáková (* 1986), modelka a moderátorka, I. česká vicemiss 2007
- Ivana Odehnalová (* 1986), divadelní herečka
- Jan Vlachynský (* 1987), podnikatel
- Jan Kolařík (* 1989), podnikatel, programátor a aktivista v oblasti veřejné dopravy
- Eva Josefíková (* 1990), herečka

### Vyučující
- Zdeněk Botek, matematik a informatik (ředitel školy v letech 1996–2022)[2]
- Bohumil Fišer, politik, novinář, městský archivář, autor historických publikací (učitel dějepisu a zeměpisu, působil v letech 1911–1928)
- Josef Klvaňa, mineralog a etnograf (vyučoval biologii v letech 1884-1894)